# Kościół (organizacja)

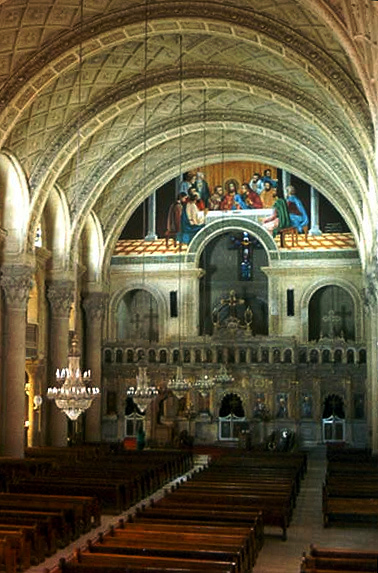
Kościół (gr. ekklesia - zwołanie, zgromadzenie) jako wspólnota wiernych spotyka się w budynku- kościele na wspólnych celebracjach liturgicznych. Na zdjęciu wnętrze koptyjskiej katedry św. Marka w Aleksandrii, w Egipcie.

Kościół – określenie niektórych związków wyznaniowych, najczęściej (lecz nie zawsze) chrześcijańskich. Kościół jako organizacja, gdy ma dojrzałą postać, jest wspólnotą religijną kierującą się własną doktryną religijną, sprawującą właściwy jej kult religijny, określającą zasady moralne i utrzymującą wewnętrzny ład prawny. Może być podmiotem prawa lub działać bez takiej podmiotowości.

## Sytuacja w Polsce
W Polsce mianem tym potocznie (w znaczeniu stosowanym w teologii chrześcijańskiej) określa się wspólnoty chrześcijańskie, choć termin ten współcześnie może się odnosić do wszystkich możliwych organizacji wyznaniowych (zarówno chrześcijańskich, jak i niechrześcijańskich), istnieje np. określenie „kościół muzułmański".
Prawną rejestracją związków wyznaniowych w Polsce, w tym kościołów, zajmuje się minister właściwy do spraw wyznań religijnych (którym jest minister spraw wewnętrznych i administracji), prowadzący Rejestr kościołów i innych związków wyznaniowych. Rejestracja stwarza podstawę prawną udziału związku wyznaniowego, w tym kościoła, w obrocie prawnym. Zgodnie z art. 25 Konstytucji w RP rejestracja kościoła albo innego związku wyznaniowego nie jest konieczna, choć brak statusu zarejestrowanej wspólnoty religijnej pozbawia ją szeregu uprawnień. Obowiązujące prawo gwarantuje każdemu wolność sumienia i religii, głoszenia i praktykowania religii oraz sprawowania kultu religijnego bez różnicy, czy związek wyznaniowy, do którego należy jest zarejestrowany, czy też nie. Wolność religijną gwarantuje Ustawa z dnia 17 maja 1989 r. o gwarancjach wolności sumienia i wyznania (Dz.U. z 2005 r. nr 231, poz. 1965). Możliwe jest też wyznawanie religii, która nie jest praktykowana w żadnej, zarejestrowanej bądź nie, wspólnocie religijnej.